# Ramon Sistac i Vicén
Ramon Sistac i Vicén (Barcelona, 8 de maig de 1958) és un filòleg, lingüista i dialectòleg català. Professor a la Universitat de Lleida, és un dels experts més reputats del català occidental, dels parlars de transició cap a l'aragonès, i un dels més importants dialectòlegs de Catalunya. També és molt bon coneixedor de l'occità i sobretot de la varietat aranesa.

## Biografia

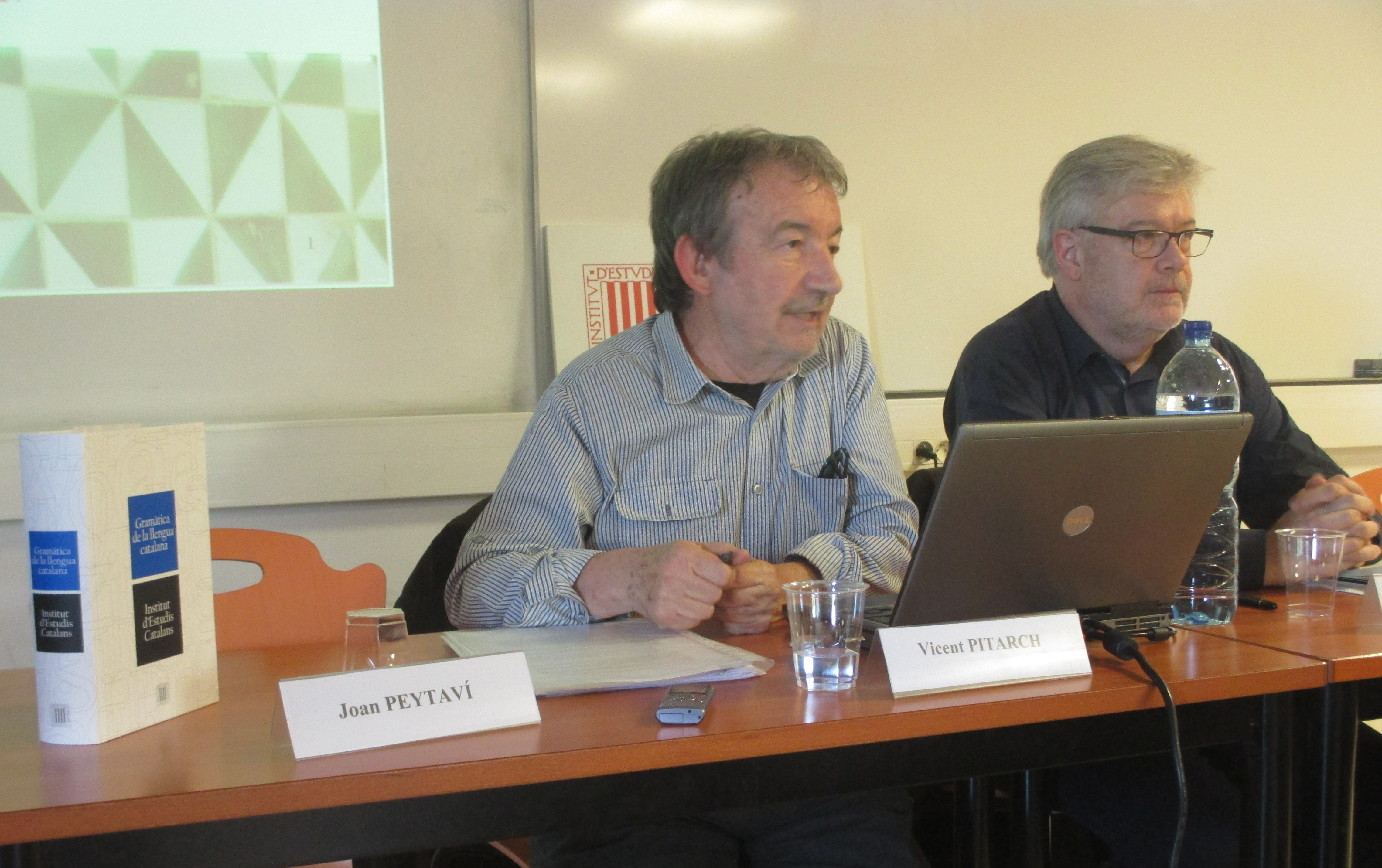
Vicent Pitarch i Ramon Sistac durant la presentació de la Gramàtica de la llengua catalana del IEC el 2017 a la Universitat de Perpinyà

Ramon Sistac va néixer a Barcelona el 1958 dins una família originària de Camporrells, poble de la Franja de Ponent. Es va llicenciar el 1980 a la Universitat de Barcelona i s'hi doctorà en Filologia Catalana el 1987. Des de 1988 és professor titular de dialectologia catalana a la Universitat de Lleida.
És membre de la Secció Filològica de l'Institut d'Estudis Catalans des del 1998.

## Obres
- El ribagorçà a l'alta Llitera: Els parlars de la vall de la Sosa de Peralta (1993)
- El català d'Àneu: reflexions al voltant dels dialectes contemporanis (1998)
- De la llengua a les dents (2004)
- Menú de degustació: opinions nutrícies sobre la cuina de la llengua (2009)